# David Elm
David Alexander Elm, född 10 januari 1983 i Algutsboda församling, Kalmar län, är en svensk före detta fotbollsspelare som bland annat har spelat för Kalmar FF och IF Elfsborg i Allsvenskan och Fulham i Premier League. 
Han är äldre bror till elitfotbollsspelarna Viktor och Rasmus Elm.

## Klubbkarriär

### Tidig karriär
Elm växte upp i den lilla orten Broakulla tillsammans med sina bröder Viktor och Rasmus. De började samtliga spela fotboll i Johansfors IF, där deras far Johnny var tränare. Han debuterade i klubbens A-lag 1997, endast 14 år gammal. Det var i en division 5-match där JIF som nykomlingar redan hade säkrat seriesegern, och där Elm bytte av sin far i hans sista säsong som fotbollsspelare.
Efter spel för Småland i en distriktscup där alla landets landskapslag var representerade, värvades Elm 1999 som 16-åring av Jörgen Lennartsson till Helsingborgs IF:s tipselitlag. Han fick hemlängtan och valde att flytta hem igen efter 1,5 år i Helsingborg.
Därefter blev det spel i Nybro IF i tre säsonger, där han spelade som vänsterback i division 2 och division 3. Han spelade därefter ett halvår för Emmaboda IS i division 4.

### Falkenbergs FF
Under 2004 provspelade han en vecka med Falkenbergs FF, som spelade i Superettan. Provspelet gick bra och Elm skrev på sitt första elitkontrakt med klubben. Han debuterade mot BK Häcken på hemmaplan, en match FFF förlorade med 3–1. Totalt spelade han 68 ligamatcher och gjorde 14 mål. Elm och anfallspartnern Stefan Rodevåg gjorde tillsammans 27 av lagets 43 mål under säsongen 2006 och valde att lämna klubben efter säsongen. Elm lämnade för Kalmar FF medan Rodevåg gick till Örebro SK.

### Kalmar FF
I november 2006 blev han klar för Kalmar FF, där han återförenades med sina bröder. Han debuterade för föreningen i en träningsmatch mot Mjällby AIF i februari 2007 som KFF vann med 5–1. Elm gjorde matchens sista mål (5–1-målet), vilket var hans första mål i föreningen. Hans debut i Allsvenskan kom den 9 april 2007 på Råsunda mot AIK. KFF vann matchen med 1–0 och Elm byttes in i 86:e minuten mot matchens enda målskytt, César Santin. Han fick inte mycket speltid under det första halvåret då Ari och César Santin var det givna anfallsparet, men när Ari i början av juli såldes till nederländska AZ Alkmaar öppnades dörrarna för Elm.
Han spelade sin första match från start den 11 juli 2007 mot Hammarby IF. Matchen slutade med en 2–0 vinst för KFF och Elm byttes ut i halvlek mot Daniel Petersson. Hans första allsvenska mål kom mot Gais den 16 september 2007 på hemmaplan, en match som slutade 2–2. Det var en bra säsong för KFF som slutade på en allsvensk andraplats, samt vann Svenska cupen 2007 efter att ha besegrat IFK Göteborg med 3–0 i finalen. Elm spelade totalt 21 ligamatcher under säsongen, varav 13 som inhoppare samt gjorde ett mål.
Inför säsongen 2008 vann KFF La Manga Cup, efter ha besegrat danska Brøndby IF med 2–0 i finalen. Elm spelade från start i finalen men byttes ut mot Daniel Sobralense i den 58:e minuten. Innan det var dags för seriestart spelade KFF även Supercupen 2008, där de förlorade med 3–1 mot IFK Göteborg. Elm spelade från start, men blev precis som i La Manga Cup utbytt mot Daniel Sobralense, denna gång i 73:e minuten. KFF och Elm var för andra året i rad i Svenska cupens final. De mötte IFK Göteborg precis som i Supercupen och förlorade återigen, denna gång med 5–4 efter straffsparksläggning. Det var dock en bra säsong för KFF inom seriespelet, där de vann sitt första SM-guld i föreningens 98-åriga historia. Elm spelade i 27 av lagets 30 ligamatcher och bidrog med sju mål.
Första tävlingsmatchen under 2009 var i Supercupen; återigen mot IFK Göteborg. KFF tog revansch på IFK Göteborg genom att besegra dem med 1–0, ett mål som gjordes av Daniel Mendes i 90:e minuten. Elm spelade från start på det centrala mittfältet med Henrik Rydström, men blev utbytt 10 minuter innan slutet med skadekänningar i foten. Under säsongen 2009 blev det 17 matcher för Elm i Allsvenskan samt fyra mål och fem assist.

### Fulham
Den 1 september 2009 värvades Elm av engelska Premier League-klubben Fulham, vilka han skrev på ett ettårskontrakt med. Den 23 september 2009 gjorde Elm sin debut för Fulham i en 2–1-bortaförlust mot Manchester City i Ligacupens tredje omgång, där han byttes in mot Eddie Johnson i den 91:a minuten. Den 9 februari 2010 gjorde Elm sitt första Premier League-mål för Fulham i en match mot Burnley. Han gjorde det andra målet i matchen som slutade med en 3–0-hemmavinst för Fulham samt assisterade till matchens första mål som gjordes av Danny Murphy. Vid slutet av säsongen 2009/2010 förlängde han sitt kontrakt med klubben fram till slutet av säsongen 2011/2012.

### IF Elfsborg
Efter att bara ha spelat tio ligamatcher för Fulham skrev Elm i januari 2011 på ett femårskontrakt med Elfsborg. Han debuterade den 27 mars 2011 i en träningsmatch mot Gais som Elfsborg vann med 2–0. Elm gjorde även sitt första mål för klubben i den 47:e minuten innan han i den 78:e minuten byttes ut mot Joel Johansson. Under säsongen 2011 spelade Elm 25 ligamatcher och gjorde sju mål. Säsongen 2012 spelade han 26 ligamatcher och gjorde fem mål. Säsongen 2013 spelade han nio matcher (alla som inhoppare) innan han återvände till Kalmar FF.

### Tillbaka i Kalmar FF
I augusti 2013 återvände Elm till Kalmar FF efter att ha fått begränsat med speltid i Elfsborg. Han skrev på ett 3,5-årskontrakt med föreningen. Elm spelade 11 matcher och gjorde sex mål för KFF under säsongen 2013. Han blev inför säsongen 2014 utvald till lagkapten av Kalmar FF:s nye tränare Hans Eklund. Elm spelade under säsongen 21 matcher och gjorde sex mål.
Inför säsongen 2017 förlängde Elm sitt kontrakt i Kalmar FF med ett år, men efter säsongen 2017 avslutade han sin elitkarriär. Säsongen 2018 spelade Elm 13 matcher och gjorde sju mål för moderklubben Johansfors IF i Division 6.

## Meriter

### Kalmar FF
- Svenska cupen: 2007
- Allsvenskan: 2008
- Supercupen: 2009

### IF Elfsborg
- Allsvenskan: 2012

## Karriärstatistik
| Klubb                                                      | Säsong            | Inhemsk liga      | Inhemsk liga | Inhemsk liga | Nat. täv. | Nat. täv. | Internat. täv. | Internat. täv. | Totalt | Totalt |
| Klubb                                                      | Säsong            | Serie             | SM           | Mål          | SM        | Mål       | SM             | Mål            | SM     | Mål    |
| ---------------------------------------------------------- | ----------------- | ----------------- | ------------ | ------------ | --------- | --------- | -------------- | -------------- | ------ | ------ |
| Falkenbergs FF                                             | 2004              | Superettan        | 15           | 1            | 0         | 0         | 0              | 0              | 15     | 1      |
| Falkenbergs FF                                             | 2005              | Superettan        | 27           | 3            | 0         | 0         | 0              | 0              | 27     | 3      |
| Falkenbergs FF                                             | 2006              | Superettan        | 26           | 10           | 0         | 0         | 0              | 0              | 26     | 10     |
| Falkenbergs FF                                             | Totalt i klubblag | Totalt i klubblag | 68           | 14           | 0         | 0         | 0              | 0              | 68     | 14     |
| Kalmar FF                                                  | 2007              | Allsvenskan       | 21           | 1            | 0         | 0         | 0              | 0              | 21     | 1      |
| Kalmar FF                                                  | 2008              | Allsvenskan       | 27           | 7            | 1         | 0         | 0              | 0              | 28     | 7      |
| Kalmar FF                                                  | 2009              | Allsvenskan       | 17           | 3            | 1         | 0         | 0              | 0              | 18     | 3      |
| Kalmar FF                                                  | Totalt i klubblag | Totalt i klubblag | 65           | 11           | 2         | 0         | 0              | 0              | 67     | 11     |
| Fulham FC                                                  | 2009/2010         | Premier League    | 10           | 1            | 4         | 0         | 2              | 0              | 16     | 1      |
| Fulham FC                                                  | 2010/2011         | Premier League    | 0            | 0            | 0         | 0         | 0              | 0              | 0      | 0      |
| Fulham FC                                                  | Totalt i klubblag | Totalt i klubblag | 10           | 1            | 4         | 0         | 2              | 0              | 16     | 1      |
| IF Elfsborg                                                | 2011              | Allsvenskan       | 25           | 7            | 3         | 0         | 4              | 3              | 32     | 10     |
| IF Elfsborg                                                | 2012              | Allsvenskan       | 26           | 5            | 1         | 1         | 3              | 1              | 30     | 7      |
| IF Elfsborg                                                | 2013              | Allsvenskan       | 9            | 0            | 1         | 0         | 1              | 0              | 11     | 0      |
| IF Elfsborg                                                | Totalt i klubblag | Totalt i klubblag | 60           | 12           | 5         | 1         | 8              | 4              | 73     | 17     |
| Kalmar FF                                                  | 2013              | Allsvenskan       | 11           | 6            | 1         | 0         | 0              | 0              | 12     | 6      |
| Kalmar FF                                                  | 2014              | Allsvenskan       | 21           | 6            | 1         | 0         | 0              | 0              | 22     | 6      |
| Kalmar FF                                                  | 2015              | Allsvenskan       | 16           | 3            | 0         | 0         | 0              | 0              | 16     | 3      |
| Kalmar FF                                                  | Totalt i klubblag | Totalt i klubblag | 48           | 15           | 2         | 0         | 0              | 0              | 50     | 15     |
| Antal matcher och mål är korrekt per den 5 september 2015. |                   |                   |              |              |           |           |                |                |        |        |

### Webbkällor
- David Elm på Svenska Fotbollförbundets webbplats
- David Elm på elitefootball